# Zierpflanzenbau
Der Zierpflanzenbau ist eine Fachsparte des Gartenbaus. Er beschäftigt sich mit der Produktion und Vermarktung von Schnittblumen, Grünpflanzen, blühenden Topfpflanzen sowie Beet- und Balkonpflanzen. Auch Spezialkulturen wie Orchideen oder Farne gehören zum Sortiment des Zierpflanzenbaus. Produziert wird „unter Glas“, also in Gewächshäusern, in Folienhäusern oder im Freiland.

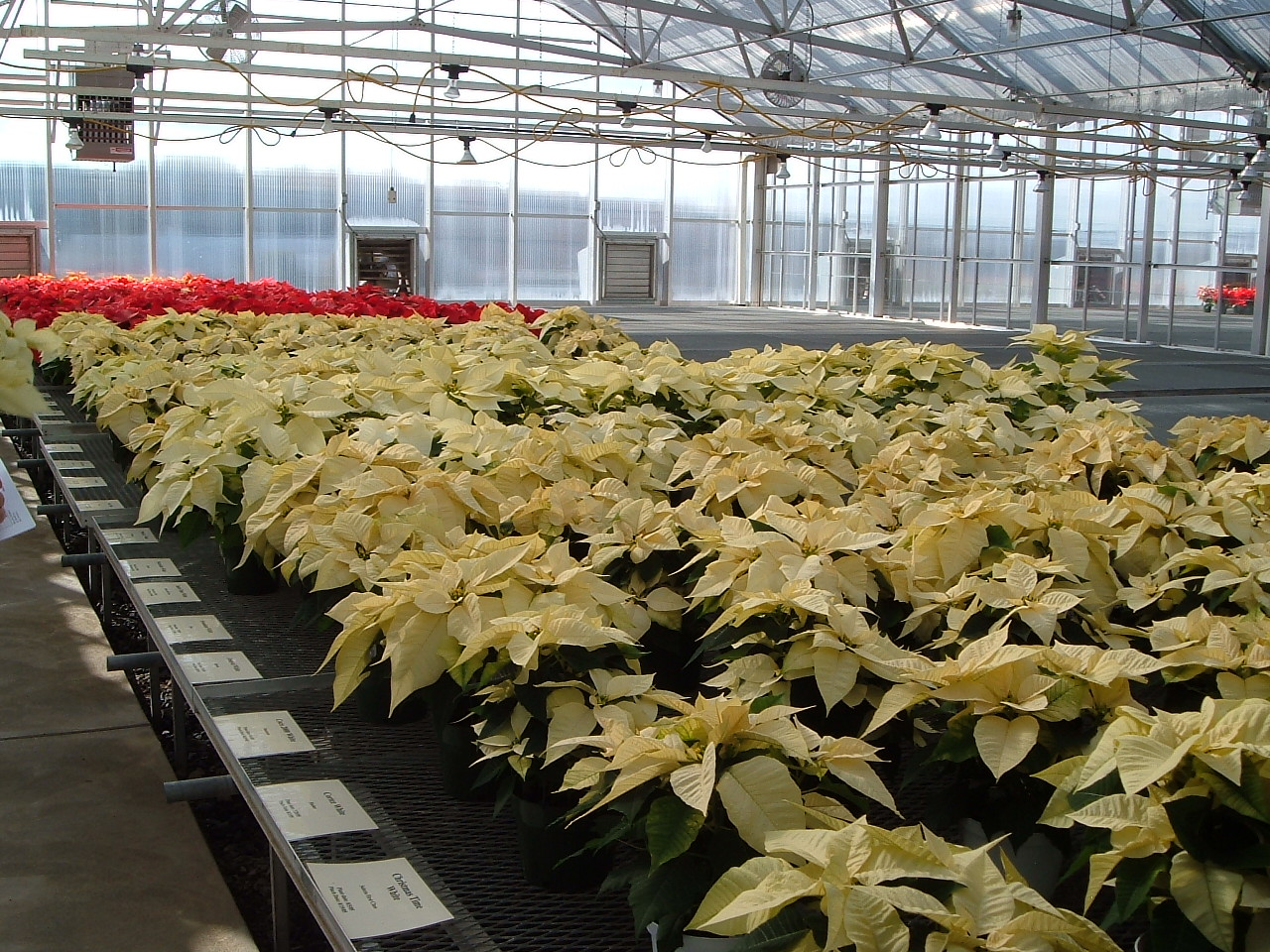
Weihnachtssterne in einem Gewächshaus

Spezielle Technik und Kultursysteme ermöglichen, Zierpflanzen meist ganzjährig zu produzieren. Die Verkaufsreife erreichen die Pflanzen termingerecht durch gezielte Kulturmaßnahmen, wie zum Beispiel Klimasteuerung, Treiberei, Belichtung, Verdunkelung, Stutzen oder chemische Mittel wie Wachstumsregulatoren oder Mittel, welche das Blühverhalten beeinflussen.
Man kann Zierpflanzenbaubetriebe gliedern in Produktionsbetriebe und Endverkaufsbetriebe. Produktionsbetriebe vermarkten ihre Pflanzen über Versteigerungen und Großmärkte oder direkt an Wiederverkäufer, zum Beispiel Gartencenter, Blumengeschäfte oder Supermarktketten. Endverkaufsbetriebe vermarkten ihre Pflanzen direkt an Endverbraucher. Entsprechend definiert man die Betriebsformen auch als dem Produktionsgartenbau oder dem Dienstleistungsgartenbau zugehörig.

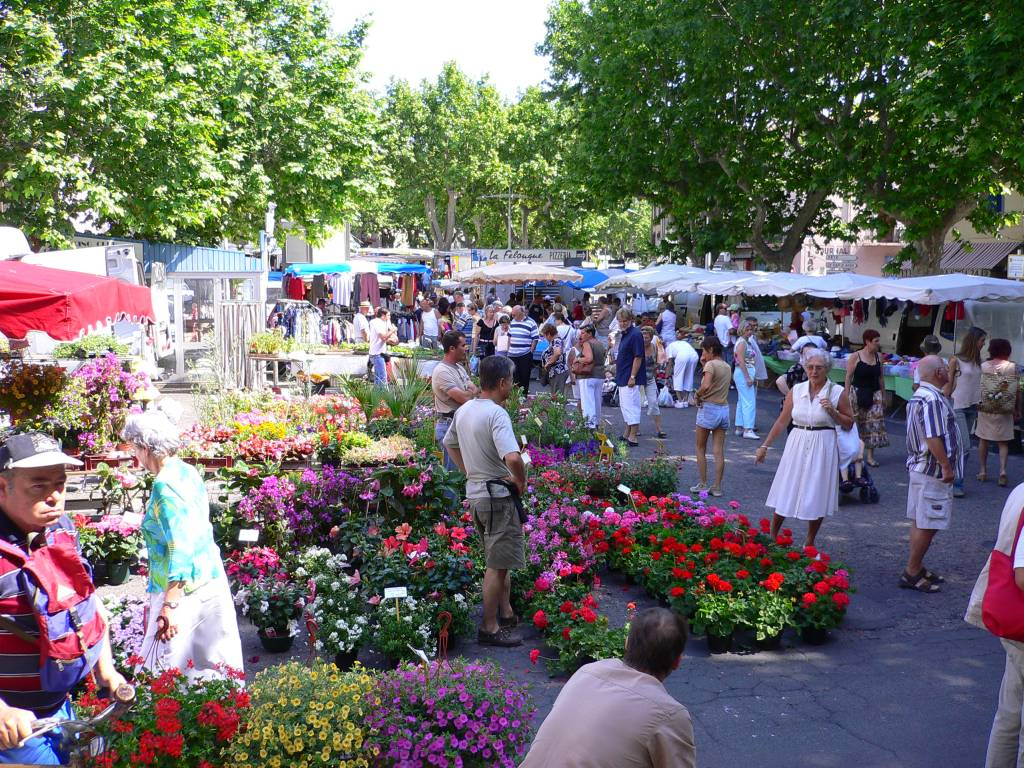
Verkauf von Beet- und Balkonpflanzen auf einem Wochenmarkt

Gärtner, auch Gärtnergehilfen der Fachrichtung Zierpflanzenbau, sind in Kulturräumen, etwa in Gewächshäusern, Folienhäusern oder im Freien tätig, sorgen für eine verkaufsfördernde Präsentation des Pflanzensortiments, führen Verkaufsgespräche und beraten die Kunden bei der Pflanzenauswahl. Da die Spezialisierung in Produktion einerseits und Verkauf andererseits immer mehr zunimmt, gibt es in den Fachrichtungen Zierpflanzenbau und Baumschule in Bayern und Nordrhein-Westfalen die Möglichkeit der Schwerpunktbildung „Verkauf und Beratung“ (siehe Verkaufsgärtner). In Österreich existiert daher der Lehrberuf des Gartencenterkaufmanns – allerdings lief die dreijährige Lehrausbildung dort zum 31. Mai 2015 aus und wurde zum 1. Juni 2011 durch den Lehrberuf „Einzelhandel – Gartencenter“ ersetzt.
Gärtner der Fachrichtung „Zierpflanzenbau“ (früher auch „Blumen- und Zierpflanzenbau“) ist ein anerkannter Ausbildungsberuf nach dem Berufsbildungsgesetz (BBiG). Er ist dem Berufsfeld Agrarwirtschaft, Schwerpunkt „Pflanzlicher Bereich“, zugeordnet. Eine Weiterbildung kann in Fachschulen zum Meister oder Techniker erfolgen. In Fachhochschulen und Universitäten kann Gartenbau studiert werden.
Im modernen Zierpflanzenbau wird verstärkt versucht, möglichst wenig Pflanzenschutzmittel zu verwenden (aus Kosten- und aus Umweltschutzgründen). Der Einsatz von Nützlingen, die in speziellen Betrieben gezüchtet werden, ist zudem eine der Möglichkeiten, Pflanzen umweltfreundlicher zu produzieren. Dies ermöglicht einen sogenannten Integrierten oder sogar ökologischen Pflanzenbau auch in Zierpflanzenbaubetrieben.